# Andreas Palmærus
Andreas Palmærus, född 1656 i Västra Eneby församling, Östergötlands län, död 14 februari 1699 i Drothems församling, Östergötlands län, var en svensk präst.

## Biografi
Andreas Palmærus döptes 28 mars 1658 på Berga i Västra Eneby församling. Han var son till fogden Anders Andersson Palmær och Christina Månsdotter Rämn. Palmærus blev 14 juni 1677 student vid Uppsala universitet och 6 augusti 1679 kollega i Söderköping. Han prästvigdes 26 september 1680 och blev 1695 kyrkoherde i Drothems församling. Palmærus avled 14 februari 1699 i Drothems församling och begravdes 14 mars samma år.

### Familj
Palmærus gifte sig 25 november 1680 med Dorothea Elisabeth Hermansdotter (död 1703).